# Dorte Stigaard
Dorte Maarbjerg Stigaard (født 8. november 1959 i Herning) er innovationsdirektør ved Aalborg Universitet. Før ansættelsen ved universitetet i 2017 havde hun gennem 15 år forskellige direktørstillinger i Nordjyllands Amt og Region Nordjylland.
Stigaard har en uddannelse som cand.mag. i tysk og humanistisk datalogi ved Aalborg Universitet fra 1986. I forlængelse af uddannelsen var hun i et halvt år undervisningsassistent samme sted, hvilket blev startskuddet til ledelses-karrieren.
Stigaard har en række bestyrelsesposter, bl.a. ved Vendsyssel Teater.